# کشتی فرانسوی پولوناس (۱۸۰۸)
کشتی فرانسوی پولوناس (۱۸۰۸) (به انگلیسی: French ship Polonais (1808)) یک کشتی بود که طول آن ۵۵٫۸۷ متر (۱۸۳٫۳ فوت) بود. این کشتی  در سال ۱۸۰۸ ساخته شد.